# Cantherhines rapanui
Cantherhines rapanui är en fiskart som först beskrevs av De Buen 1963.  Cantherhines rapanui ingår i släktet Cantherhines och familjen filfiskar. Inga underarter finns listade.